# اسپلانادا
اسپلانادا (به پرتغالی: Esplanada) یک منطقهٔ مسکونی در برزیل است که در باهیا واقع شده‌است. اسپلانادا ۳۷٬۵۷۸ نفر جمعیت دارد.